# فرنسا لخدمات للطيران المدني

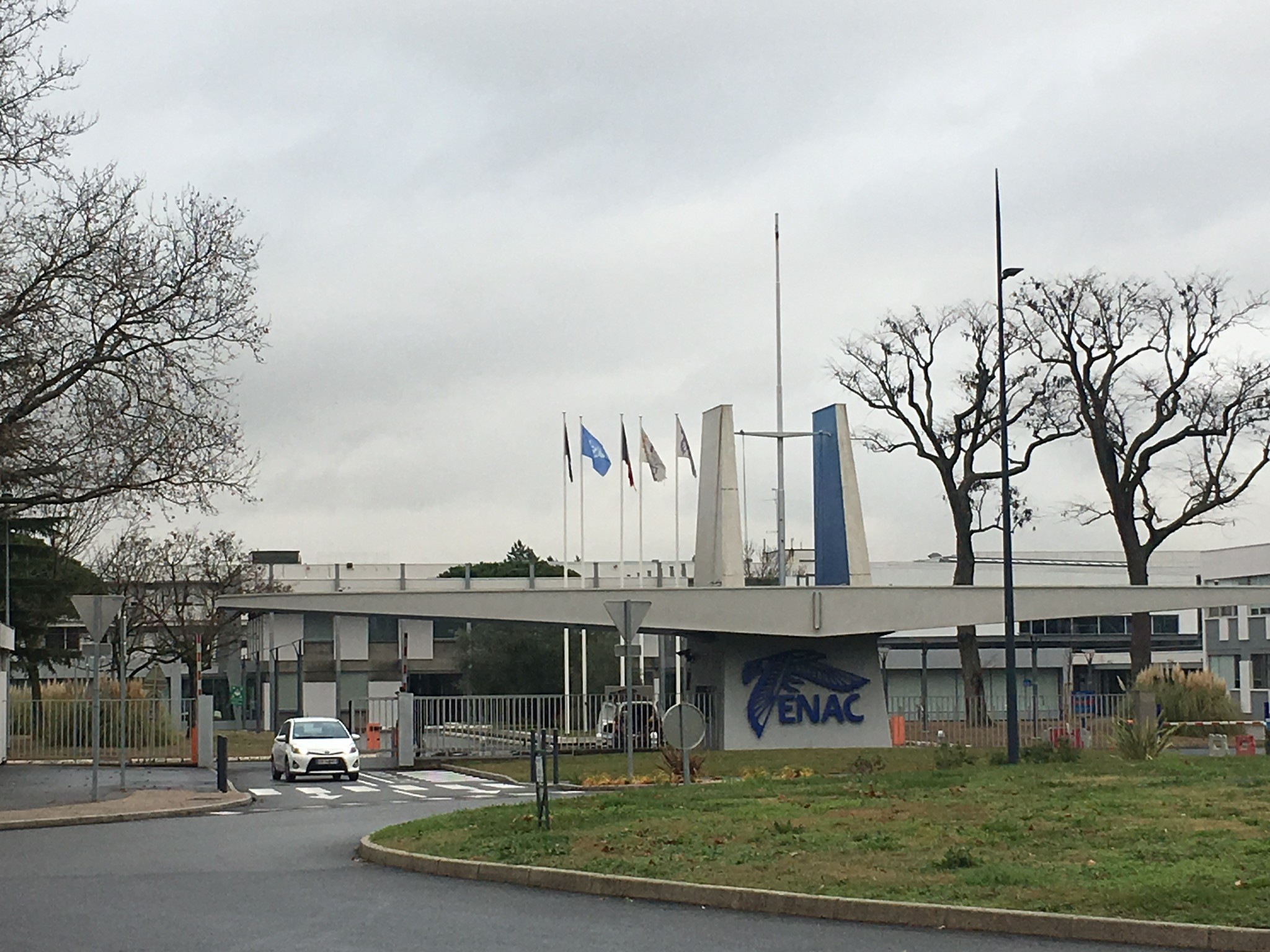
يقع المقر الرئيسي لـ شركة فرنسا لخدمات الطيران المدني في مقر المدرسة الوطنية للطيران المدني في تولوز

شركة فرنسا لخدمات الطيران المدني ، سابقا خدمات دي أس أن أيه،  هي مجموعة الاهتمامات الاقتصادية ،  تم إنشاؤها من قبل المديرية العامة للطيران المدني الفرنسية و المدرسة الوطنية للطيران المدني في عام 2013. وهي تقدم للعملاء الدوليين خبرة الطيران المدني الفرنسي في المجالات المتعلقة بالتنظيم والإشراف والأمن والملاحة الجوية .
رئيسها هو السيد فريد زيزي ، الرئيس السابق للجنة الملاحة الجوية في منظمة الطيران المدني الدولي . 

## أنشطة الشركة
تشارك شركة شركة فرنسا لخدمات الطيران المدني في العديد من أنواع الأنشطة: تنظيم السلامة والإشراف، وإعادة هيكلة المجال الجوي، وتحديث خدمات الملاحة الجوية... بالتعاون مع المدرسة الوطنية للطيران المدني، تقدم التدريب لمراقبي الحركة الجوية. تنتج الشركة قواعد بيانات عن المطارات وشركات الطيران. كما تقدم خدمات أيه أف أي أٍس. 

## ملحوظات
1. 1 2  مذكور في: SIRENE. آخر تحديث: 20 أكتوبر 2023. لغة العمل أو لغة الاسم: الفرنسية.
2. ↑  (بالفرنسية)‘DSNA SERVICES’ DEVIENT ‘FRANCE AVIATION CIVILE SERVICES’ نسخة محفوظة 2025-03-15 على موقع واي باك مشين.
3. ↑  (بالفرنسية)FRANCE AVIATION CIVILE SERVICES (FRACS) نسخة محفوظة 2019-08-30 على موقع واي باك مشين.
4. ↑  (بالفرنسية)Farid Zizi, de l’OACI à DSNA Services نسخة محفوظة 2024-12-09 على موقع واي باك مشين.
5. ↑  "Produits et services". France Aviation Civile Services (بfr-FR). Archived from the original on 2025-05-24. Retrieved 2023-02-27.{{استشهاد ويب}}:  صيانة الاستشهاد: لغة غير مدعومة (link)

## روابط خارجية
- الموقع الرسمي